# جلم ماء داكن الظهر
جلم ماء فارسي أو جلم الماء داكن الظهر (الاسم العلمي: P. lherminieri) (بالإنجليزية: Audubon's  Shearwater)‏ هو طائر من النوئيات ينتمي إلى طيور بترل (فصيلة: Procellariidae).